# Bournea leiophylla
Bournea leiophylla là một loài thực vật có hoa trong họ Tai voi. Loài này được (W.T.Wang) W.T.Wang & K.Y.Pan mô tả khoa học đầu tiên năm 1990.